# Bawolato
Bawolato is een bestuurslaag in het regentschap Nias Selatan van de provincie Noord-Sumatra, Indonesië. Bawolato telt 842 inwoners (volkstelling 2010).